# Юго, Клод
Клод Леон Андре Юго (фр. Claude Léon André Hugot, 16 февраля 1929, Вилье-сюр-Марн — 7 октября 1978, Нёйи-сюр-Сен) — французский шахматист. Один из сильнейших шахматистов Франции конца 1940 — начала 1950-х гг. 
Чемпион Франции (1949). Серебряный призер чемпионатов Франции 1950 и 1953 гг. (в последнем по дополнительным показателям уступил чемпионство С. Г. Тартаковеру). Победитель командного первенства Франции 1949 г. в составе команды парижского клуба «Каисса».
В составе сборной Франции участник шахматной олимпиады 1950 г. Участник ряда международных турниров, в том числе традиционного турнира «Hoogovens» в Бевервейке.
В 1959 году завершил спортивную карьеру ввиду конфликта с руководством Французской шахматной федерации во время очередного чемпионата страны.

## Спортивные результаты
| Год  | Город          | Соревнование                              | + | − | = | Результат | Место |
| ---- | -------------- | ----------------------------------------- | - | - | - | --------- | ----- |
| 1949 | Безансон       | Чемпионат Франции                         |   |   |   |           | 1     |
| 1950 | Бевервейк      | Международный турнир                      | 0 | 6 | 3 | 1½ из 9   | 10    |
|      | Экс-ан-Прованс | Чемпионат Франции                         |   |   |   |           | 2     |
|      | Дубровник      | IX Олимпиада (сборная Франции, 3-я доска) | 4 | 4 | 5 | 6½ из 13  |       |
|      | Саарбрюккен    | Международный турнир                      | 2 | 4 | 3 | 3½ из 9   | 8     |
| 1953 | Париж          | Чемпионат Франции                         |   |   |   |           | 1—2   |